# Харківський музей Голокосту
Хàрківський музèй Голокòсту — перший  недержавний музей Голокосту в Україні. 
Розташований по вул. Ярослава Мудрого, 28 в м. Харкові, Україна. Створено в 1996 році на основі документів з особистого архіву його засновниці Лариси Воловик. Основна місія музею — визначити і шанувати жителів Харкова, які ризикуючи життям рятували євреїв, і передати інформацію про них в музей Яд ва-Шем. 
Станом на 2011 рік у Харкові було знайдено 88 праведників світу. Однією з харківських праведниць була Олександра Бєлова, яка рятувала єврейських дітей, за що в подальшому була розстріляна. Для учнів вишів і шкіл проводяться екскурсії. У музеї зібрано близько 3000 експонатів. Колекція постійно поповнюється.

## Склад музею
До громадської організації «Харківський музей Голокосту» входять:
- музей Голокосту;
- науково-просвітницький центр;
- галерея «Амі» («Народ мій»);
- газета «Дайджест Е» (виходить з грудня 1995 року);
- програма «Праведники світу».

## Історія музею
Музей було відкрито в грудні 1996 року. 25 вересня 2013 року в музеї пройшов прес-тур з циклу заходів, присвячених сімдесятим роковинам закінчення німецької окупації Харківської області та першого судового процесу над нацистами. У 2014 році в музеї зробили капітальний ремонт.
Музей відвідують представники різних організацій, наприклад:
- 7 листопада 2013 року музей відвідали вихованці Харківського міського товариства «Геліос»[10];
- 23 березня 2015 року музей відвідали курсанти факультету з підготовки фахівців для підрозділів міліції громадської безпеки та кримінальної міліції у справах дітей[11];
- 15 листопада 2015 року музей відвідали члени харківської філії організації «Гілель»[12].

## Експозиції музею
У музеї є ряд постійних експозицій і зала з тимчасовими експозиціями:
- Експозиція про увічнення пам'яті загиблих під девізом «Збережеться пам'ять — збережеться народ»;
- Праведники світу — імена, історії та фотографії рятівників і врятованих;
- Харківський процес 1943 року;
- Експозиція про внесок єврейського народу в перемогу над нацизмом;
- Зал виставок картин харківських художників;
- Харків 1941—1943. Фотовиставка з німецьких і радянських архівів.

У музеї є бібліотека на тему Голокосту. Один з розділів музею присвячений єврейському Опору в роки Другої світової війни (зокрема повстанням в'язнів в Освенцімі та інших таборах). У музеї також приділено увагу проблемі замовчування трагедії єврейського народу в післявоєнні роки.
Музей має зменшену модель тракторного заводу де євреїв тримали протягом двох тижнів без їжі, перед тим як стратили у Дробицькому Яру. Музей надихає авторів писати книжки про Голокост.

## Покликання
- Офіційний сайт (рос.)
- Стаття про музей на сайті Харківської обласної державної адміністрації (з фотографіями)
- Стаття про музей на сайті Укрінформ